# Бленда
Блендата (от немската Blende във връзка с глагола blenden, който означава „заслепявам с прекомерно много светлина“), а също така и апертура (от латинската apertūra – отваряне, вероятно през италианската apertura или френската aperture, със значение на „нещо, което ограничава широтата на разпространение на светлина в една равнина част от опитчна система“) или диафрагма, е механизъм във фотоапаратите или други уреди с оптика, който регулира количеството светлина, пропускана през обектива. Това е основният механизъм, който заедно със затвора за времето на експонацията, определят светлинния поток от обекта към светочувствителния филмов материал или светлочувствителната матрица. Чрез отворения променлив диаметър на блендата се определя необходимото количество светлина, за да се въздейства върху елементите за „запечатване“ на фотографирания обект във фотоапарата. От неправилно настроената бленда на фотоапарат с ръчно поставяне на този параметър на експонацията, фотографическата снимка може да бъде преекспонирана или недоекспонирана. И в двата случая това не е желано, освен ако не е търсен от автора някакъв специален ефект за въздействие на творбата му. При съвременните фотоапарати с вградени фотоекспонометри, средната осветеност на заснемания обект се измерва и механизмът на диафрагмата се настройва автоматично.

## Обозначаване размера на блендата
Върху обективите с ръчно определяне светлосилата на обектива, отворът на блендата се маркира с цифри от 1,2 до 32. Приети са стандартни цифри, например 2; 4; 5,6; 8; 11; 16; 22. Тези цифри се определят от качеството и сложността на обектива и са свързани със скоростта на експонация, така че при промяната на една степен на диафрагмата, за да се запази същата осветеност на светочувствителния елемент на апарата, трябва да се промени с една степен стандартизираната скорост за експонация. Когато блендата е най-отворена, например F 1,8; F 2 или F4, повече светлина достига до матрицата и обратното. Когато блендата е по-затворена (т.е. обозначена с по-голямо число), по-малко светлина достига до матрицата или светочувствителния материал. На същия принцип работи и окото на човек – когато е много светло, зеницата се свива, допускайки по-малко светлина до нерва, а когато е по-тъмно, зеницата се разширява.
От това колко е отворена блендата, също така зависи в каква степен дефектите на обектива в края на лещите (сферична аберация и др.), ще бъдат игнорирани и няма да влияят върху качеството на фотографската картина, както и каква част от кадъра ще бъде на фокус.